# Szigetszentmárton
Szigetszentmárton ist eine ungarische Gemeinde im Kreis Ráckeve im Komitat Pest. Der Gemeindename kann sinngemäß mit Sankt Martin auf der Insel übersetzt werden.

## Geographische Lage

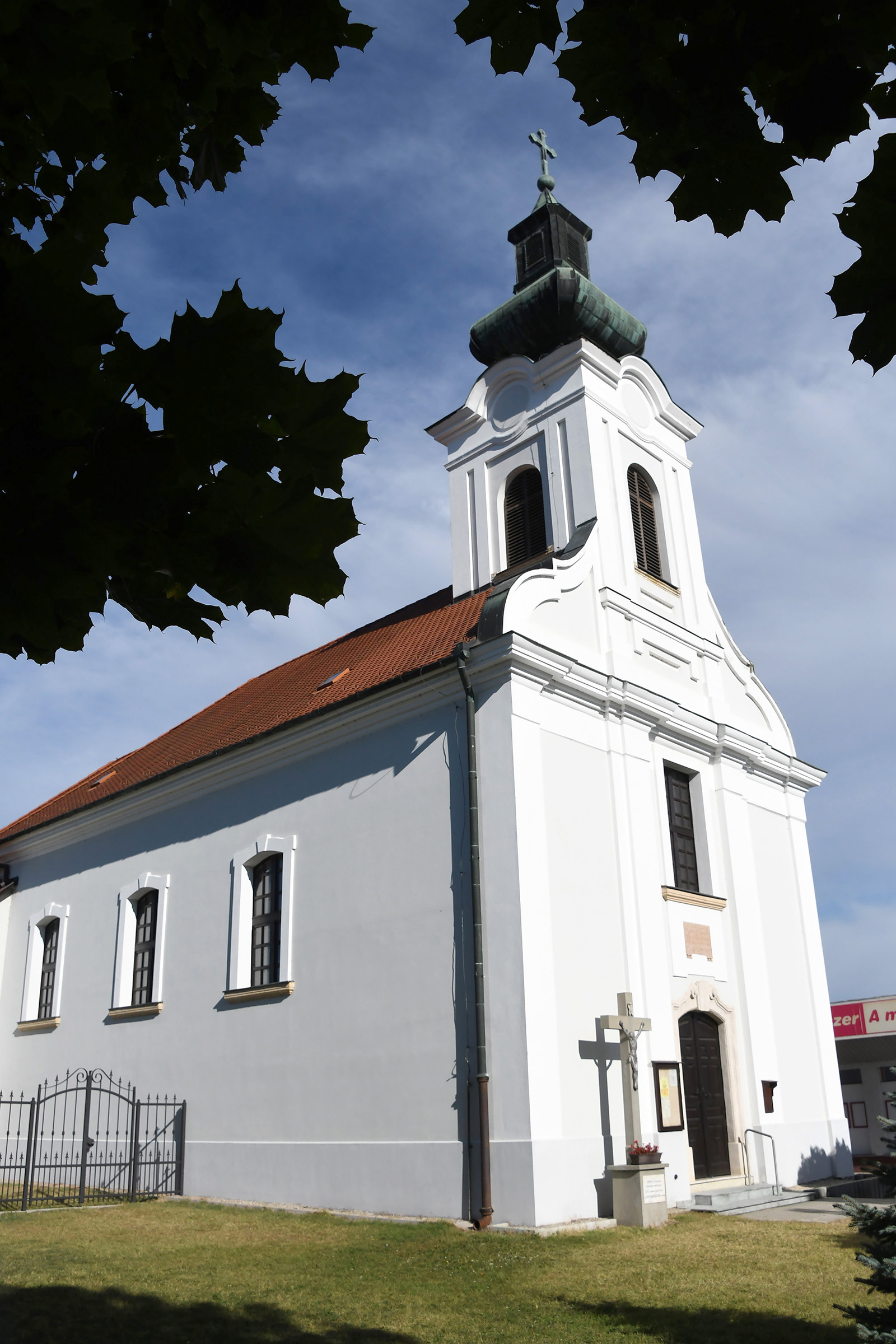
Katholische Kirche von Szigetszentmárton

Szigetszentmárton liegt in Mittelungarn 28 km südlich von Budapest, 10 km südlich von Szigethalom und 7 km nördlich von Ráckeve auf der 48 km langen Csepel-Insel, die durch die Donau und den linken östlichen Seitenarm Ráckevei-Duna oder Kleine Donau gebildet wird. Diese Insel beginnt südlich des Stadtzentrums von Budapest und ist mit mehreren Ortschaften besiedelt, darunter die beiden schon genannten Städte Szigethalom und Ráckeve. Wie diese beiden Orte liegt auch Szigetszentmárton am Ufer der Kleinen Donau.

## Verkehr
Von der Anschlussstelle Halásztelek der Budapester Ringautobahn M0 sind es 20 km bis Szigetszentmárton. Westlich der Gemeinde führt die Landstraße Nr. 5101 vorbei, die der Länge nach über die Csepel-Insel führt und alle Inselorte nach Norden mit einer Brücke über die Kleine Donau zur Innenstadt von Budapest anbindet. Die nächstgelegenen Brücken zum linken östlichen Donauufer befinden sich in Szigethalom und Ráckeve. Szigetszentmárton hat einen Bahnhof an der Strecke der Inselbahn von Ráckeve nach Budapest.

## Gemeindepartnerschaften
- Vellmar (Deutschland), seit 1993
- Oelze (Katzhütte) (Deutschland)

## Sehenswürdigkeiten
- Römisch-katholische Kirche Szent Márton, erbaut 1788 (Barock)